# Open de Andalucía 2011

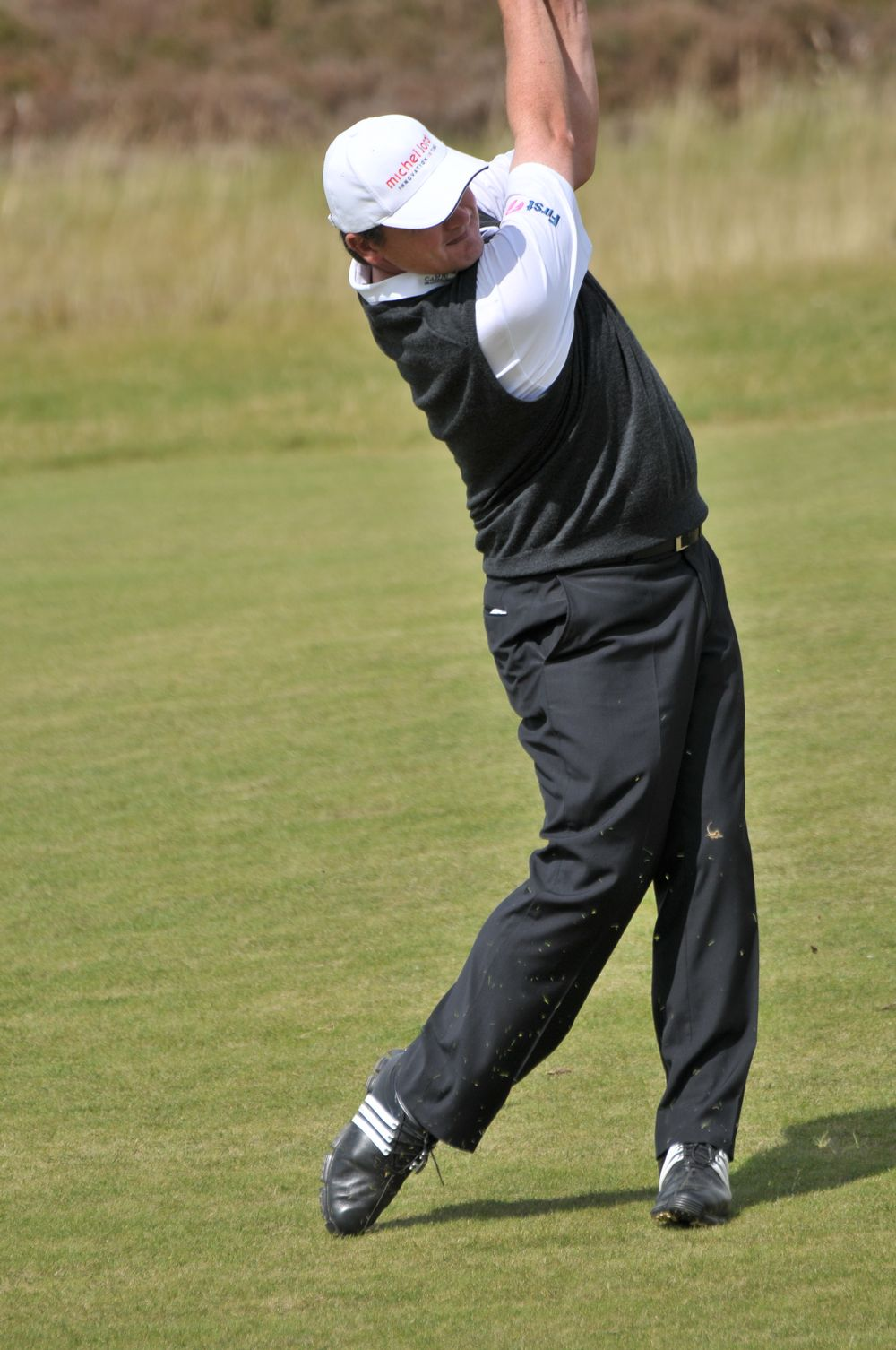
Paul Lawrie, winnaar 2011

Het Open de Andalucia by Turkish Airlines is een Spaans golftoernooi van de Europese PGA Tour, sinds vijf jaar georganiseerd door Fade & Draw Target, het bedrijf van Miguel Ángel Jiménez. Het 10de Open de Andalucia wordt in 2011 wederom gespeeld op de  Parador de Málaga Golf Club van 24-27 maart. Het prijzengeld is € 1.000.000.
Louis Oosthuizen is de titelverdediger, het was zijn eerste overwinning op de Europese Tour. Enkele maanden later won hij het Brits Open.
In verleden jaren is op deze baan drie keer een hole-in-one gemaakt op hole 6, een par-3 van 169 meter. 
In de toernooien die deze week worden gespeeld, krijgen de pro's een laatste kans om zich te kwalificeren voor de Masters, die over twee weken wordt gespeeld. Wie a.s. maandag in de top-50 van de Official World Golf Ranking staat, krijgt een uitnodiging. Achttien van de top-50 zijn Europese spelers, zestien zijn Amerikaanse spelers. Matteo Manassero staat op de 55ste plaats en speelt de Arnold Palmer Invitational. Als hij in de top-10 eindigt, komt hij in de top-50 van de OWGR. Vorig jaar was hij als 16-jarige speler de jongste die ooit vier rondes op de Masters speelde.

## Verslag
- De hoogst genoteerde speler deze week is de 28-jarige Spanjaard Alvaro Quiros, hij staat nummer 3 op de Race To Dubai en nummer 21 op de Official World Golf Ranking.
- Dit is het tweede toernooi in 2011 waarbij vijf Nederlandse spelers meedoen, het vorige was de Qatar Masters, waar Tim Sluiter niet aan de beurt kwam en Rolf Muntz als voormalig winnaar meedeed.
- De baan heeft een par van 34+36=70, er is geen par 5 in de eerste negen holes.

#### Ronde 1
Omdat dit een klein toernooi is, weinig beroemde spelers, weinig publiek, geen tribunes, zijn er allerlei coaches met de Nederlandse spelers meegereisd. Tim Sluiter heeft Cees Renders en Walle Danewid bij zich, Floris de Vries heeft Eric der Kinderen en Bas van der Steur bij zich.
 
Lafeber is in de eerste partij gestart. Ook Derksen, Colsaerts en De Vries speelden 's ochtends. Lafeber speelde een goede ronde, Colsaerts maakte veel birdies en bogeys, Floris de Vries had nog last van de slijmbeursontsteking in zijn linkerknie.

Aan het einde van de middag staan twee Engelse en drie Zweedse spelers aan de leiding met -5. Maarten Lafeber deelt met -3 de 11de plaats met dertien spelers.

#### Ronde 2
Jeppe Huldahl startte in de derde groep van de ochtendronde en maakte weer -4. Met een totaal van -8 werd hij clubhouse leader. Hij bleef aan de leiding staan maar kreeg Rikard Karlberg en Maarten Lafeber naast zich.

#### Ronde 3
Kenneth Ferrie heeft de derde ronde in -10 gespeeld en daarmee voorlopig de leiding genomen op het moment dat de drie leiders nog moesten starten. Acht birdies en een eagle brachten hem op 60, gelijk aan het record op de Europese Tour. Een ronde van 59 werd nog nooit gemaakt. Later werd Ferrie ingehaald door Paul Lawrie, die op -13 eindigde. Op hole 13, een korte par 3, dreigde hij zijn tweede bogey van de week te maken. Zijn afslag ging recht op het publiek af en raakte iemand op de rug, waarna de bal op de green terechtkwam. Hij maakte toch een par.

Lafeber speelde 1 boven par en zakte naar de 9de plaats.

#### Ronde 4
De top-spelers stonden om de beurt aan de leiding, Ferrie, Foster en Lawrie speelden in de laatste partij. Lawrie begon met twee bogeys en Foster met twee birdies. Na hole 12 stond Lawrie weer aan de leiding met -12, Johan Edfors stond op dat moment op -11 en Foster op -10. Uiteindelijk won Lawrie na een ronde van 70.
Donderdag speelden 58 heren onder par, vrijdag 63, zaterdag 39 en vandaag maar 19.
- Live leaderboard

| Naam               | R1 | R1  | Nr   | R2 | R2  | Totaal | Nr  | R3 | R3  | Totaal | Nr  | R4 | R4  | Totaal | Nr  |
| ------------------ | -- | --- | ---- | -- | --- | ------ | --- | -- | --- | ------ | --- | -- | --- | ------ | --- |
| Paul Lawrie        | 66 | -4  | T    | 67 | -3  | -7     | T4  | 65 | -5  | -12    | 1   | 70 | par | -12    | 1   |
| Johan Edfors       | 65 | -5  | T1   | 71 | +1  | -4     | T16 | 65 | -5  | -9     | 4   | 68 | -2  | -11    | 2   |
| Mark Foster        | 67 | -3  | T10  | 67 | -3  | -6     | T7  | 65 | -5  | -11    | T2  | 72 | +2  | -9     | T4  |
| Jeppe Huldahl      | 66 | -4  | T6   | 66 | -4  | -8     | T1  | 72 | +2  | -6     | T13 | 67 | -3  | -9     | T5  |
| Kenneth Ferrie     | 70 | par | T60  | 69 | -1  | -1     | T45 | 60 | -10 | -11    | T2  | 75 | +5  | -5     | 11  |
| Rikard Karlberg    | 65 | -5  | T1   | 67 | -3  | -8     | T1  | 72 | +2  | -6     | T13 | 70 | par | -6     | T12 |
| Maarten Lafeber    | 67 | -3  | T10  | 65 | -5  | -8     | T1  | 71 | +1  | -7     | T8  | 72 | +2  | -5     | T18 |
| Joost Luiten       | 69 | -1  | T36  | 69 | -1  | -2     | T33 | 68 | -2  | -4     | T29 | 69 | -1  | -5     | T19 |
| Jamie Elson        | 65 | -5  | T1   | 68 | -2  | -7     | T4  | 72 | +2  | -5     | T23 | 72 | +2  | -3     | T32 |
| Oscar Florén       | 65 | -5  | T1   | 69 | -1  | -6     | T7  | 69 | -1  | -7     | T8  | 76 | +6  | -1     | T40 |
| Robert Rock        | 65 | -5  | T1   | 70 | par | -5     | T12 | 71 | +1  | -4     | T29 | 73 | +3  | -1     | T42 |
| Nicolas Colsaerts  | 71 | +1  | T81  | 68 | -2  | -1     | T45 | 68 | -2  | -3     | T40 | 75 | +5  | +2     | T57 |
| Robert-Jan Derksen | 69 | -1  | T36  | 70 | par | -1     | T45 | 72 | +2  | +1     | T66 | 73 | +3  | +4     | T64 |
| Tim Sluiter        | 73 | +3  | T113 | 71 | +1  | +4     | MC  |    |     |        |     |    |     |        |     |
| Floris de Vries    | 76 | +6  | T140 | WD | WD  | WD     | WD  |    |     |        |     |    |     |        |     |

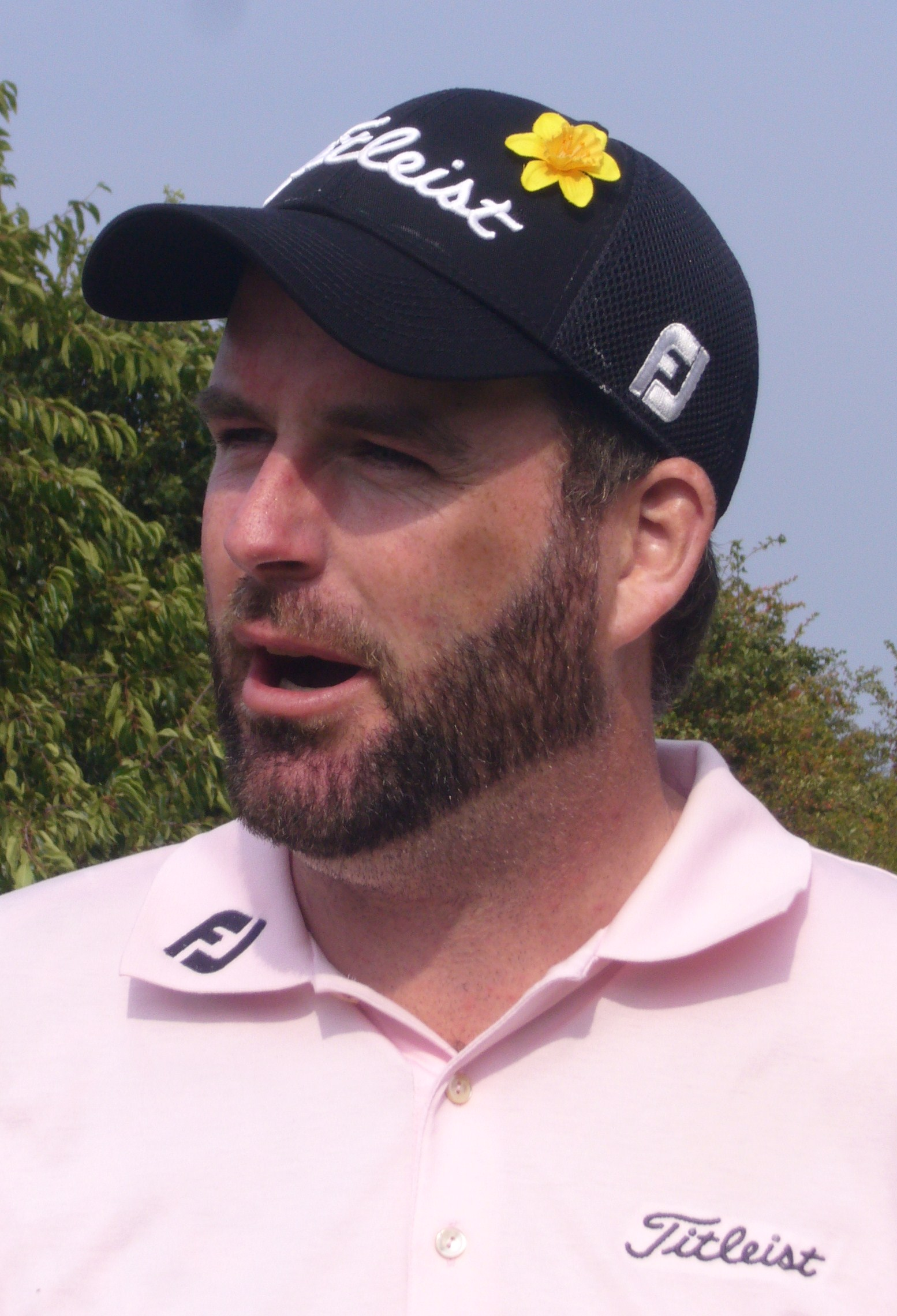
Kenneth Ferrie speelde Ronde 3 in -10

MC = missed cut = niet gekwalificeerd voor het weekend 

WD = withdrawn = teruggetrokken

## De spelers
| - Felipe Aguilar - Fredrik Andersson Hed - Seve Benson - John Bickerton - Richard Bland - Liam Bond - Grégory Bourdy - Gary Boyd - Mark Brown - Rafael Cabrera Bello - Michael Campbell - Alejandro Cañizares - Christian Cévaër - S S P Chowrasia - Darren Clarke - George Coetzee - Robert Coles - Nicolas Colsaerts - Rhys Davies - Carlos Del Moral - Robert-Jan Derksen - Robert Dinwiddie - David Dixon - Stephen Dodd - Jamie Donaldson - Nick Dougherty - Bradley Dredge - Simon Dyson - Rafa Echenique - Johan Edfors - Jamie Elson - Niclas Fasth - Kenneth Ferrie - Richard Finch - Oliver Fisher - Oscar Florén - Mark Foster | - Florian Fritsch - Lorenzo Gagli - Stephen Gallacher - Alfredo García Heredia - Ignacio Garrido - Daniel Gaunt - Jean-Baptiste Gonnet - Ricardo González - Tano Goya - Richard Green - Joakim Haeggman - Matt Haines - Søren Hansen - Andreas Hartø - Grégory Havret - Peter Hedblom - Oskar Henningsson - Michael Hoey - Keith Horne - David Horsey - David Howell - Jeppe Huldahl - Mikko Ilonen - Raphaël Jacquelin - Scott Jamieson - Miguel Ángel Jiménez - Michael Jonzon - Alexandre Kaleka - Anthony Kang - Shiv Kapur - Simon Khan - Søren Kjeldsen - Jason Knutzon - Mikko Korhonen - Maarten Lafeber - Barry Lane - José Manuel Lara | - Pablo Larrazábal - Paul Lawrie - Thomas Levet - Steve Lewton - Shane Lowry - Joost Luiten - David Lynn - Stuart Manley - Pablo Martín - Gareth Maybin - Richard McEvoy - Paul McGinley - Damien McGrane - Colin Montgomerie - James Morrison - George Murray - Christian Nilsson - Matthew Nixon - Alexander Norén - Thomas Norret - Shaun Norris - Steven O'Hara - José María Olazabal - Thorbjørn Olesen - Hennie Otto - John Parry - Phillip Price - Alvaro Quiros - Robert Rock - Lloyd Saltman - Marcel Siem - Jeev Milkha Singh - Joel Sjöholm - Lee Slattery - Tim Sluiter - Graeme Storm - Mark Tullo | - Jaco Van Zyl - Alvaro Velasco - Floris de Vries - Simon Wakefield - Anthony Wall - Romain Wattel - Steve Webster - Peter Whiteford - Martin Wiegele - Bernd Wiesberger - Danny Willett - Oliver Wilson - Chris Wood - Fabrizio Zanotti - Julio Zapata - Matthew Zions Sponsoruitnodiging - Borja Etchart - Pedro Oriol - Tetsuji Hiratsuka - Rikard Karlberg - Daniel Vancsik - Emanuele Canonica - Carlos Rodiles - Raul Quiros Regionale rangorde - Jorge Campillo - Juan Antonio Bragulat - Manuel Quiros - Gabriel Cañizares - Carl Suneson - Jesús Maria Arruti - Alvaro Salto - Santiago Luna |

Zie ook het overzicht van de Europese PGA Tour 2011